# ジョン・ソーン

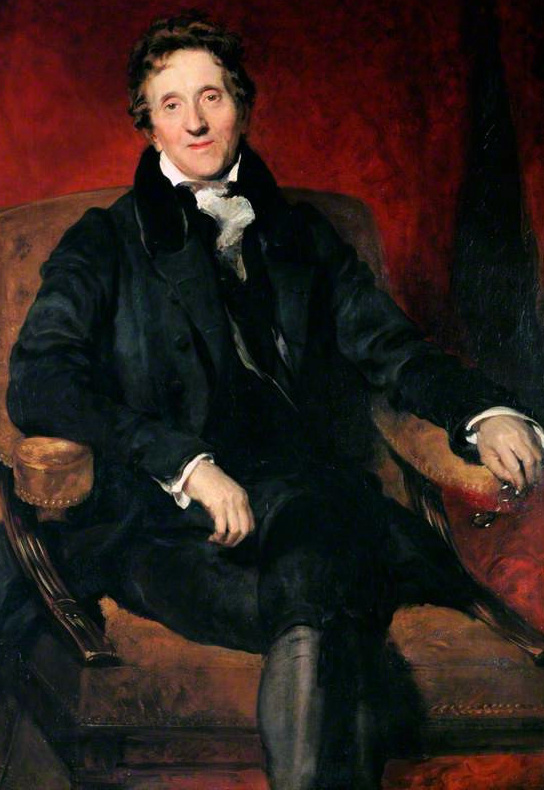
ジョン・ソーン

ジョン・ソーン（Sir John Soane [soʊn], 旧姓:Soan, 1753年9月10日 – 1837年1月20日）はイギリスの新古典主義建築を代表する建築家。

## 人物
オックスフォードシャーのゴリング・オン・テムズ(Goring-on-Thames)で生まれる。ヘンリー・ホランドなどの下で建築を学ぶ。また1771年にロイヤル・アカデミー・オブ・アーツ（王立芸術院）に入学、優れた成績を残し、奨学金を得てイタリアで学ぶチャンスを掴む。
1777年にローマに移るが、最終的に仕事が見つからず、1780年にイングランドに戻りイースト・アングリアに落ちつく。1788年、ロバート・テイラー(Robert Taylor）に次いで、代表作となるイングランド銀行の建築家に就任。1806年、ロイヤル・アカデミー・オブ・アーツの教授になった。1831年にナイトの称号を得た。
代表作にはイングランド銀行のほか、自邸がある。古代の建築部材や彫刻などのコレクションがあり、現在、サー・ジョン・ソーンズ美術館として公開されている。

## 作品
- ピッツハンガー・マナー（1804年）西ロンドン、郊外のマナー・ハウス。ソーンの自邸。
- ダリッジ・ピクチャー・ギャラリー（1811-1814年）
- イングランド銀行（1818年）ソーンの代表作だが、1925年に大幅に改修された。
- 自邸（1812-1814年）　現サー・ジョン・ソーンズ美術館